# Панджвайи
Панджвайи (пушту پنجوايي‎) — район в провинции Кандагар, Афганистана. Он расположен примерно в 35 километров (22 миль) западу от Кандагара. Район граничит с провинцией Гильменд на юго-западе Афганистана, округом Мейванд на западе, округом Жари на севере, округами Аргандаб, Кандагар и Даман на востоке и округом Рег на юге. Панджвай был уменьшен в размерах в 2004 году, когда район Жари был создан из его северной части, на северной стороне реки Аргандаб, которая в настоящее время образует северную границу.
Районный центр — Базар-и-Панджвайи, расположенный в северной части района у реки Аргандаб. Население района в 2006 году составляло около 77 200 человек, большинство из которых — крестьяне и малообразованные из-за отсутствия школ. Район орошается властями Гильменда и долины Аргандаб .

## Война в Афганистане

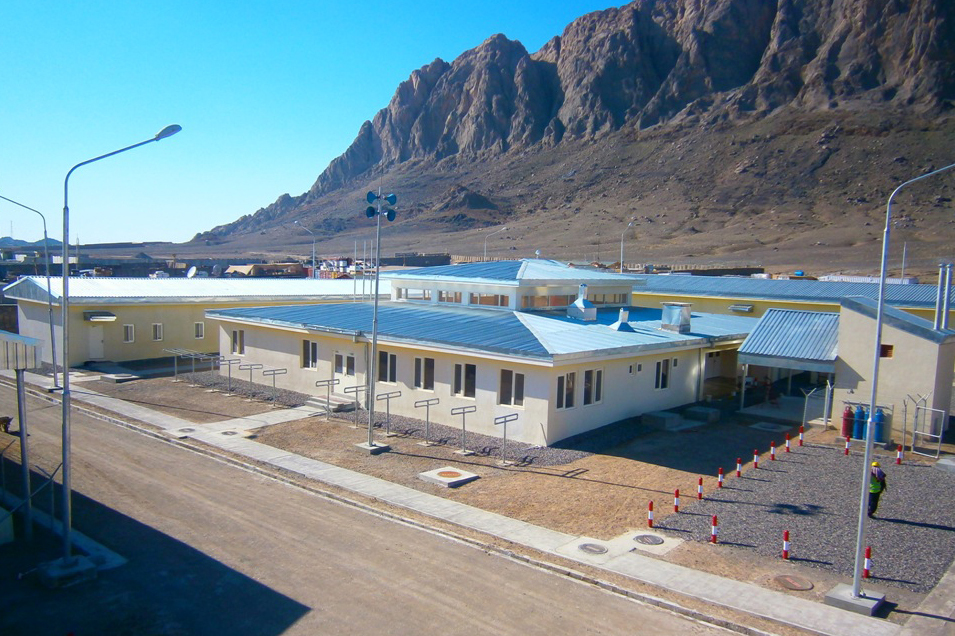
Штаб афганской национальной полиции в Панджвайи

Панджвай был местом непрерывных боев и установки самодельных взрывных устройств (СВУ) во время войны в Афганистане, при этом основная часть потерь канадских вооруженных сил была понесена из этого района. Это была сцена битвы при Панджвае с участием канадских войск и боевиков Талибана, а также театр военных действий ИСАФ «Медуза», сентябрь 2006 года. НАТО заявила, что убила более 500 боевиков Талибана.
Увеличение в 2009 году сил ИСАФ, вызванное активизацией США, увеличило плотность войск в Панджвай, что привело к расширению возможностей афганского правительства и международных сил по проведению операций и проникновению в бывшие опорные пункты талибов, особенно в деревни в районе Горн. Панджвайи ", такие как Мушан, Неджат, Талокан, Сперван Гар и Зангабад. Эти деревни считаются «родиной талибов» и считаются одним из самых опасных регионов Афганистана для сил НАТО. 16 ноября 2009 года канадские войска захватили контролируемую талибами деревню Хаджи Баба к юго-западу от города Кандагар.
Резня в Кандагаре произошла около 3:00 утра в воскресенье, 11 марта 2012 года, когда 38-летний штаб-сержант армии США Роберт Бейлс с объединенной базы Льюис-Маккорд (в Вашингтоне) переходил из дома в дом в двух разных деревнях. в районе (Balandi и Alokzai) и убили 16 мирных афганцев, в том числе 9 детей.
Талибан сохранял значительное психологическое и физическое присутствие в районе и отбил его 10 июля 2021 года во время наступления талибов в 2021 году.

## Населённые пункты
- Алкозай
- Баланди
- Базар-и-Панджвай
- Наджибан
- Зангабад